# Lilian Bryner
Lilian Bryner-Keller (ur. 18 kwietnia 1952 roku w Biel/Bienne) – szwajcarska zawodniczka startująca w wyścigach samochodowych.

## Kariera
Bryner rozpoczęła karierę w wyścigach samochodowych w 1993 roku od startów w Porsche Supercup. Z dorobkiem sześciu punktów uplasowała się tam na 22 pozycji w klasyfikacji generalnej. W tym samym roku nie ukończyła 24-godzinnego wyścigu Le Mans w klasie GT. W późniejszych latach Szwajcarka pojawiała się także w stawce Global GT Championship, French GT Championship, FIA GT Championship, International Sports Racing Series, Sports Racing World Cup, Grand American Rolex Series, American Le Mans Series, FIA Sportscar Championship oraz FIA GT3 European Championship.